# Percy Williams Bridgman
Percy Williams Bridgman (21. travnja 1882., Cambridge, Massachusetts, SAD – 20. kolovoza 1961., Randolph, New Hampshire, SAD) bio je američki fizičar koji je 1946. dobio Nobelovu nagradu iz fizike za izum uređaja koji proizvodi izrazito visok tlak i za otkrića koja je napravio na polju fizike visokog tlaka. Sveukupna je njegova znanstvena karijera vezana uz Harvardovo sveučilište. Istraživao je fizička svojstva (električnu i toplinsku vodljivost, čvrstoću, viskoznost i kompresibilnost) materijala pod visokim tlakom (iznad 1010 Paskala). Utvrdio je osam modifikacija leda i prijelaz kristalne mase pri visokom tlaku u amorfnu. Uspostavio metodu dobivanja velikih monokristala zonskim taljenjem. Njegov je rad važan za spoznavanje tvari i procesa u unutrašnjosti Zemlje, a to je pokazano 1955. sintetiziranjem dijamanta kombinacijom visokog tlaka i visoke temperature. Od 1955. dijamanti se dobivaju i umjetnim putem iz grafita, primjenom visokih tlakova (10 000 000 000 Pa ili 100 000 at) i temperatura (oko 3000 °C).

## Životopis
Bridgman se 1900. upisao na Sveučilište Harvard gdje je studirao fiziku do doktorata. Od 1910. do mirovine predavao je na Harvardu, a profesor je postao 1919. godine. 1909. je počeo istraživati svojstva tvari pod utjecajem visokog tlaka. Kvar na opremi naveo ga je na modificiranje aparature; rezultat je bila nova naprava kojom se mogao stvoriti tlak od preko 10 GPa. To je bio velik napredak u odnosu na prijašnje strojeve koji su mogli postići tlak od samo 0,3 GPa. Ta nova aparatura dovela je do mnogih novih otkrića, uključujući utjecaj tlaka na električni otpor, te na tekuća i kruta stanja. Bridgman je također poznat i po svojim studijama o električnoj vodljivosti metala i svojstvima kristala.
Bridgman je tijekom godina usavršavao svoju aparaturu za visoki tlak, te je mnogo puta neuspješno pokušao provesti sintezu dijamanta.

### Smrt
Bridgman je počinio samoubojstvo nakon što je neko vrijeme živio s metastaziranim rakom. U svojoj je oproštajnoj poruci napisao, "Nije ljudski od društva dopustiti da si čovjek ovo učini sam. Ovo je vjerojatno posljednji dan kad ću to moći sam učiniti." Bridgmanove su riječi mnogo puta citirale obje strane u debati o pomoći pri samoubojstvu.

## Vanjske poveznice
- Informacije o Nobelovoj nagradi